# 添乗員
添乗員（てんじょういん）とは、日本の旅行業法では「旅行会社の企画旅行に同行して旅程管理業務をおこなう者」と規定されている。原則として旅程管理主任者資格が必要である（後述）。
ツアーコンダクター（tour conductor、略称・ツアコン）とも呼ばれるが、各旅行会社により呼び方が異なる。日本国外ではツアーエスコート（tour escort）あるいはツアーリーダー（tour leader）、ツアーサポーターと呼ばれることが多い。

## 概要
添乗員は旅行を企画・実施している会社に管轄されている。
対外調整力や折衝力、また情報収集能力や接客力が求められる職種であり、海外旅行では語学力が必要となる。国内旅行では、観光スポットで旅行会社などの旗やのぼりを持って、団体の先頭に立って歩いており、食事場所や見学場所へ誘導することもある。
なお、運送業界では旅客・貨物ともに運転手以外の者が車両に同乗して運転手の指導、教育あるいは補助等を行うことを添乗と呼び、その者のことを添乗員と呼ぶことがあるが、ここでいう添乗員とは全く別のものである（特別支援学校のスクールバスに乗車し、児童・生徒の学習時間に教諭等の補助をするものを「添乗員」ないしは「バス勤」と称することがあるが、本稿の「添乗員」とは違う概念で用いる）。

## 法的な定義と業務

### 旅程管理を行う者
旅行会社は「企画旅行を行う場合は企画旅行を円滑に実施するために国土交通省令で定められた措置を講じる」ことが義務付けられている。この措置のことを「旅程管理」といい、具体的には以下の通りである。
1. 計画通りのサービスが受けられるよう旅行開始前に予約する（注）
2. 計画通りのサービスが受けられるよう手続する
3. 計画通りのサービスが受けられない時に代替サービスを手配する
4. 団体行動をする時に集合時刻・集合場所などの指示をする

企画旅行に参加する旅行者に同行してこの措置、すなわち旅程管理を行う者が添乗員である（旅行業法第12条の10、11及び旅行業法施行規則第32条）。（注）項目のうち1.は添乗員ではなく手配担当者の業務となる。

### ガイド業務との関係
ガイド業務は添乗員の本来的業務ではない。しかし近年はバスガイドの乗務しない激安パッケージツアーも多く、状況によっては添乗員がある程度のガイド的案内をする必要が生じる。また、訪日外国人に対して外国語でガイド業務をするためには通訳案内士の資格が必要であったが、2018年1月から自由化され資格がなくても訪日外国人に対してガイド業務ができるようになった。
このような実情および顧客満足の一環のつもりで、添乗員がガイドと同等レベルの観光案内を行ったり、バス車内にてバスガイドと同じような所作を行ったりすることも少なくないが、ガイドの立場からは自身の領分に立ち入られるようでプロ意識を逆撫でするものとして歓迎しない傾向にある。実際にある大手ツアー会社の添乗員達がその都度ガイドの貴重な観光案内を無断で記録して問題となったこともあるが、観光案内が最低限のものでしかないことによる利用客の苦情を避けたいという添乗員の意向も相まって利害の衝突を生じることも多い。
なお、日本国外ではほとんどの国でガイドは国家資格であり、無資格者のガイド行為は禁止されている。添乗員がガイド行為を行うと違法行為となり場合によっては逮捕されることもある。しかしながら、国外への添乗においては経費削減などの理由からガイドを雇わずに添乗員へガイド業務を押し付けている状況であり、その手当も支給されないなどの問題が指摘されている。
例えば、現地ガイドが当該観光地にいるにもかかわらず、現地ガイドを雇わず添乗員が観光案内をしている場合は、この問題が当てはまり、ヨーロッパのツアーに多い。

## 旅程管理主任者資格

### 添乗員には資格が必要
法令により、18歳以上と定められており、旅程管理を行う者のうち主任の者は国土交通大臣に登録された研修機関（日本旅行業協会、全国旅行業協会、日本添乗サービス協会、など）の行う旅程管理研修を修了し、かつ所定の添乗実務経験を有した者でなくてはならない（旅行業法第12条の11）。これを旅程管理主任者資格といい、国内旅行のみに添乗可能な国内旅程管理主任者資格と海外旅行・国内旅行の両方に添乗可能な総合旅程管理主任者資格とがある。
国家試験に合格することですぐに資格の取得となる旅行業務取扱管理者と違い、旅程管理主任者は研修修了とサブ（補助）添乗員の実務経験が資格取得の条件となっていることが特徴である。旅行業務取扱管理者が各営業所に一名選任されていれば旅行業務は行えるが、旅程管理主任者資格がなければ単独で添乗業務に従事することはできない。なお、旅程管理主任者資格を有していても、旅行業務取扱管理者の業務は行えない、逆の場合も然りである。
平成8年度の旅行業法改正以前に旅行業務取扱管理者試験に合格した者は、旅行業務旅程管理指定研修を修了したとみなされる。
なお複数の添乗員がいる場合のチーフ以外の添乗員、すなわちサブ添乗員の場合は、資格を持ったチーフ（主任）添乗員の監督下にあることを条件に資格は不要である。この監督下にあるというのはチーフ添乗員の指揮・命令に従える状態にあるということであり、たとえばバス複数台での旅行の場合はチーフの指示を仰ぐことが容易であることからサブ添乗員に資格は必要ではない。これに対して、航空機や列車を使う旅行でバス以外の複数の乗り物に分かれる場合はチーフの指示を仰ぐことが困難であり、サブ添乗員独自の判断が要求されることから、単独でのチーフ添乗員業務と同様とみなされ必ず資格が必要とされている。

### 無資格者の添乗行為は禁止
2005年4月に旅行業法が改正され、それ以前は旅程管理主任者資格が不要だった受注型企画旅行（修学旅行や社員旅行などパッケージツアー以外の団体旅行）にも主任者資格が必要になった。すなわち添乗員は（サブ添乗員を除いて）必ず資格が必要となった。旅程管理主任者資格を持つものは所属旅行会社または社団法人日本添乗サービス協会発行の旅程管理主任者証を持っており、添乗業務中はこれを携帯し旅行者が求めればこれを提示しなくてはならないと定められている。

### 添乗員になるには
主として添乗員を派遣する派遣会社で組織された団体として社団法人日本添乗サービス協会があり、旅程管理主任者資格取得のための研修や実務研修、労働者派遣法で定められた派遣元責任者講習等を実施している。
職業としての添乗員になるためには
1. 1. 日本添乗サービス協会を初めとする29登録機関の行う資格取得のための研修を修了する。
  2. 公共職業能力開発施設が資格取得学校などに委託して実施する職業訓練（委託訓練）を受講する。（2010年時点では、トラベル&コンダクターカレッジ、ツーリストエキスパーツなどが委託訓練を受託し実施している）
  3. 旅行学科や観光学科のある専門学校や大学に通う。おもに、東京観光専門学校やホスピタリティツーリズム専門学校（トラベルジャーナル）や明海大学などがある。
2. 添乗員派遣会社に登録する。
3. 修了前または後1年以内に1回、または修了後3年以内に2回、所属する派遣会社から派遣されて旅行会社が実施する企画旅行のサブ添乗員の業務を行う、または派遣会社・協会の実施する実務研修に参加する。
4. 主任者証は原則はそのツアーを実施する旅行会社が発行するものであるが派遣の添乗員については添乗サービス協会から旅程管理主任者証の交付を受ける。

という手順を一般的には経るが、派遣会社の登録を済ませてから研修や講習を修了させたり、研修や講習修了前に補助実務を済ませることも可能である。むろん旅行会社に採用されてから日本旅行業協会や全国旅行業協会の行う旅程管理研修を修了し、同様の実務経験を経て旅程管理主任者資格を取得することもできるが、2000年代以降は旅行会社が添乗員専任として社員を採用することはほとんどなく、旅行会社社員は普段は企画や予約、手配、営業等に従事し、必要に応じて添乗にも行く、という形になっている。したがって添乗だけがしたいという人は旅行会社ではなく派遣会社を選択するしかない。なお、2005年の旅行業法改正により旅程管理研修を行う機関が認可制から登録制に変わり、資格取得学校などでも研修が実施されるようになったため、研修は上記の3協会以外でも受けることが可能になった。

## 派遣添乗員

### 派遣添乗員とは
労働者派遣会社に所属し、企画旅行を実施する会社に派遣されて旅程管理業務を行う。昨今の募集型企画旅行（いわゆるパッケージツアー）の添乗員は大半が派遣添乗員である。このため違う旅行会社のツアーに行ったら同じ添乗員だった、などということもまれに起こる。派遣添乗員も一般の派遣と同様に労働者派遣法の適用を受ける（添乗員は労働者派遣法の定める専門26業務の一つである）。派遣社員は派遣先の指揮・命令を受ける。

### 派遣添乗員の待遇
特定の旅行会社と専属契約を結んでいるなどの例外を除いて、多くは添乗業務に当たった日数を基準とする日給制（概ね7000円 - 8000円程度だが、6000円台の場合もある）である。派遣会社と旅行会社の契約条件次第（ほとんどがツアー1本毎の契約なので悪く言えば日雇い労働者以下の待遇である）では、ツアー前後における打ち合わせや必要経費の精算事務にも所定の手当（概ね1500円 - 3000円程度）が支給されるものの、本給に比べれば微々たるものである。また、日給制がほとんどのため、時給に換算すると最低賃金法・法定最低賃金（2010年現在791円、2011年現在837円、東京都基準）を下回ることも多かった。このように、職務内容に比して待遇は決して良いとは言えないことと、被用者保険（いわゆる社会保険）・雇用保険、退職金制度等がないこと、求人票に掲載されている賃金や労働時間等の内容が曖昧（資格取得費用や打合せ精算手当て）であること等から、短期間での離職者が多い実情がある。
また、2008年頃、阪急交通社およびその子会社の阪急トラベルサポートに対し三田労働基準監督署から業務日報で労働時間が割り出せることから業務改善命令が発令された。その後、2009年頃より日帰りツアーに関しては時給制に移行した会社や日帰り手当て等が支払われるようになった。
その他、旅程管理者の資格取得費用および教科書代は自己負担（国内20000円程度・総合30000円程度・上記の職業訓練は5000円程度）の事業者が多いため、特に新入社員や最初の内は初期費用の投資負担金が大きい。

### 添乗派遣会社の種類
- インハウス系 - 旅行会社の子会社、関連会社。親会社・関連会社の添乗がメイン。
  - Ｊ＆Ｊヒューマンソリューションズ(旧JTBサポートインターナショナル) - JTBグループ
  - ツーリストエキスパーツ - KNT-CTホールディングスグループ
  - クラブツーリズム - KNT-CTホールディングスグループ
  - トップ・スタッフ - 東武トップツアーズグループ
  - ジャッツ - 日本旅行グループ
  - 阪急トラベルサポート - 阪急交通社

- 独立系 - 旅行会社の関連会社では無く、独立運営を行っている会社。様々な旅行会社のツアー添乗がメイン。
  - エスティーエス - 日本通運の子会社
  - ティーシーエイ - ヒト・コミュニケーションズグループ
  - 旅行綜研
  - ダイヤモンドシステム - 旅行綜研の子会社
  - エコールインターナショナル
  - マンデラ
  - TEI
  - ホライズンインターナショナル
  - フォーラムジャパン
  - メイアイクリエイト
  - オリーブ
  - シグマグループ